# Mousa Hatab
Mousa Hatab (Arabic:موسى حطب) (sinh ngày 12 tháng 4 năm 1981) là một cầu thủ bóng đá người Các Tiểu vương quốc Ả Rập Thống nhất. Hiện tại anh thi đấu cho Ittihad Kalba.